# بلدة ووترفليت (ميشيغان)
ووترفليت (بالإنجليزية: Watervliet Township, Michigan)‏ هي بلدة تقع في مقاطعة بيرين (ميشيغان) بولاية ميشيغان في الولايات المتحدة. تبلغ مساحتها 37.5 (كم²)، وترتفع عن سطح البحر 200 م، بلغ عدد سكانها 3102 نسمة في عام 2010 حسب إحصاء مكتب تعداد الولايات المتحدة وتصل الكثافة السكانية فيها 88.9 نسمة/كم2.

## وصلات خارجية
- The US50 - Cities and Towns in Michigan State
- Michigan Cities and Towns, Facts, Map, Flag, Colleges, Government, and More